# Lecanora perpruinosa
Lecanora perpruinosa är en lavart som beskrevs av Lars Fröberg. Lecanora perpruinosa ingår i släktet Lecanora, och familjen Lecanoraceae. Enligt den finländska rödlistan är arten nära hotad i Finland. Arten är reproducerande i Sverige. Artens livsmiljö är kalkstensklippor och kalkbrott, inklusive bar kalkjord.